# Waldo Martínez Cáceres
Waldo Carlos Martínez Cáceres (Carahue, 30 de agosto de 1958) es un abogado y militar chileno. Fue General de Brigada y Auditor General del Ejército de Chile del servicio de Justicia Militar.

## Primeros años de vida
Es hijo de Edmundo Martínez Baéz y de Georgina Cáceres Figueroa; estudió en el Liceo Neandro Schilling San Fernando y Instituto San Fernando, de los Hermanos Maristas, de la misma ciudad. Ingresó a la Escuela de Derecho de la Universidad de Chile sede Valparaíso, titulándose como Abogado el año 1984. Es Licenciado de la Universidad de Valparaíso en Ciencias Jurídicas y Sociales, y Diplomado en Ciencias Militares.

### Matrimonio e hijos
Está casado con Silvia Elena Morales Hernández y tienen cuatro hijos.

### Antecedentes académicos y Carrera militar
Su carrera de abogado se ha desarrollado en el ámbito docente desde 1988. De esta manera ejerció como profesor en el Instituto “Chileduc”, de la Clase  Derecho Procesal. Desde 1995 a 1997 fue profesor titular del Curso de Formación de Carabineros de Orden y Seguridad, para el Grupo de Formación Policial “Valparaíso”, en la asignatura “Aplicación Policial de la Ley Penal”.
Además entre los años 1996 y 1997 ejerció como instructor en cursos de Capacitación de "Legislación Laboral", en la Corporación Educacional de la Construcción y fue profesor en la Asignatura de "Derecho Penal", en la Universidad de Valparaíso desde 1998 hasta 2003.
Así mismo fue profesor titular de Derecho Penal y profesor Coordinador de Vespertino en la Carrera de Derecho, en la Universidad Ciencias e Información (UCINF), de 2006 a 2008.
En la actualidad, y bajo la modalidad en línea, es Profesor en la asignatura de "Criminología y Derecho Penal", del curso de Diplomado en Seguridad Privada de la Universidad de Aconcagua.

#### Destinaciones y Ascensos
El año 1987 es nombrado Oficial del Servicio de Justicia Militar, con el grado de Capitán, siendo destinado a cumplir sus servicios a la Subsecretaría de Guerra (Ministerio Público Militar), permaneciendo hasta el año 1990.
Entre el año 1990 y 2004 cumplió destinación en el Comando de la II División de Ejército, como Secretario y luego Fiscal Militar en la Fiscalía Militar Letrada de Valparaíso.
El año 2005 es destinado a la Auditoría General del Ejército. Desde el año 2006 hasta el 2009 cumple funciones como Auditor del Segundo Juzgado Militar en el Comando de la II División de Ejército.
Posteriormente, en el año 2009, es nombrado Secretario de Coordinación de la Auditoría General del Ejército y ministro titular de la Corte Marcial de Ejército, Fuerza Aérea y Carabineros de Chile, de Santiago.
Es ascendido a General de Brigada en noviembre de 2010, asumiendo como Auditor General del Ejército,con su ascenso, pasa a integrar la 2da. Sala de la E. Corte Suprema en materias de justicia militar, cargo que ejerció hasta el año 2015.

## Reconocimientos
- Medalla “Presidente de la República”.[5]